# Чемпіонат світу з футболу 1966
Чемпіонат світу з футболу 1966 року — восьмий чемпіонат світу серед чоловічих збірних команд з футболу, що проходив  з 11 по 30 липня 1966 року в Англії і завершився перемогою збірної господарів. У фінальній грі англійці здолали збірну ФРН з рахунком 4:2 у додатковий час. Таким чином вони стали п'ятою командою-володарем титулу найсильнішої збірної світу. Утретє, після перших двох розіграшів світової першості в Уругваї та Італії, чемпіонат виграла команда господарів фінального турніру.
Ані діючи на момент початку турніру чемпіони світу бразильці, ані переможець останнього на той час чемпіонату Європи збірна Іспанії не змогли подолати груповий етап. Натомість успішно виступили дебютанти фінальних частин світових першостей. Збірна Північної Кореї сенсаційно здолала в матчі останнього туру групового етапу італійців і вийшла до чвертьфіналу, де поступилася ще одному новачку турніру, збірній Португалії, яка згодом здобула третє місце. Нападник португальців Еусебіу, забивши дев'ять голів, став володарем Золотого бутса найкращому бомбардиру світової першості.
Турнір став першим чемпіонатом світу, окремі матчі якого за допомогою супутникового зв'язку транслювалися до країн на інших континентах.

## Країна-господар
Рішення про проведення світової футбольної першості 1966 року в Англії було прийняте в Римі 22 серпня 1960 року. Крім родоначальників гри за право прийняти турнір змагалися ФРН та Іспанія. Через понад двадцять років після завершення Другої світової війни головний турнір світового футболу приймала країна-безпосередній учасник конфлікту, адже до того повоєнні чемпіонати світу проводилися у країнах, що зберігали нейтралітет або знаходилися далеко від театрів воєнних дій.

## Кваліфікаційний раунд і учасники
Господарі турніру збірна Англії і діючий чемпіон світу збірна Бразилії кваліфікувалися автоматично, без участі у відбірковому раунді. Бажання позмагатися за решту 14 місць у фінальній частині світової першості висловили рекордні на той час 72 національні команди. Заявки від трьох із них не були прийняті, а після подальших відмов від участі, наймасовішою з яких став бойкот турніру усіма представниками африканської конфедерації КАФ, залишалася 51 команда, яка й розіграла між собою путівку на світову першість.
Наймасовішим було представлення європейської конфедерації УЄФА, яка включно з господарями турніру делегувала на турнір десять представників, ще чотири місця (включно з зарезервованим для діючого чемпіона) отримала південноамериканська КОНМЕБОЛ. Її північний сусід КОНКАКАФ отримав одне гарантоване місце, а за останню путівку мали змагатися Австралія, команди азійської АКФ та африканської КАФ. Усі 15 представників останньої, утім, вирішили бойкотувати турнір, протестуючи саме проти такого нерівномірного розподілу місць у фінальній частині першості світу.
Свої дебютні путівки на чемпіонат світу за результатами відбору здобули збірні Португалії та Північної Кореї, які згодом не потрапляли на найпрестижніший турнір світового футболу відповідно до 1986 і 2010 років.
Серед команд, які кваліфікаційний раунд не подолали, був півфіналіст попереднього чемпіонату світу збірна Югославії і його срібний призер збірна Чехословаччини.

### Учасники
Наступні команди кваліфікувалися для участі у фінальному турнірі:
| АФК (1) - Північна Корея КАФ (0) - не брали участі Океанія (0) - не кваліфікувалися | КОНКАКАФ (1) - Мексика КОНМЕБОЛ (4) - Аргентина - Бразилія (діючі чемпіони) - Чилі - Уругвай | УЄФА (10) - Болгарія - Англія (господарі) - Франція - Угорщина - Італія - Португалія - СРСР - Іспанія - Швейцарія - ФРН | Результати відбору на чемпіонат світу з футболу 1966 Країни, збірні яких кваліфікувалися на чемпіонат світу Країни, чиї збірні не кваліфікувалися Країни, чиї збірні не брали участі у відборі Країни, що не входили до ФІФА |

## Формат
Формат турніру був загалом аналогічним тому, що використовувався на попередньому чемпіонаті світу — на першому етапі змагання відбувалися у чотирьох групах по чотири команди, які проводили з кожним із суперників по групі по одній грі. За перемогу нараховувалося два очки, за нічию — одне. До стадії плей-оф з кожної групи виходили по дві команди, що набрали найбільшу кількість очок. За рівності очок у двох і більше команд розподіл підсумкових місць у групі визначався співвідношенням забитих і пропущених голів.
Другий етап змагання, до якого виходили вісім команд, відбувався за олімпійською системою і складався з чвертьфіналів, півфіналів, матчу за третє місце і фіналу. У випадку нічиєї в основний час гри передбачалися 30 хвилин додаткового часу. Якщо б і він не визначив переможця, у випадку фінальної гри було б призначено перегравання, а на решті етапів плей-оф переможця б визначив жереб. Утім на практиці переможці усіх ігор стадії плей-оф були визначені в основний час, тож не було потреби ані в жеребі, ані в переграванні. До фінальної гри не було навіть потреби в додатковому часі, а у фіналі переможця було визначено саме у додаткові півгодини.

## Жеребкування
Для жеребкування групової стадії команди були розподілені на чотири кошики за регіональною ознакою. До кожної з груп на чемпіонаті світу потрапляло по одній команді з кожного кошика, крім того було визначено чотири збірні (Англія, ФРН, Бразилія та Італія), які отримали статус сіяних і до однієї групи потрапити не могли.
Жеребкування фінальної частини змагання відбулося 6 січня 1966 року в Лондоні і уперше в історії чемпіонатів світу транслювалося по телебаченню.
| Кошик 1: Південна Америка                                | Кошик 2: Європа                              | Кошик 3: Латинська Європа                 | Кошик 4: Решта світу                              |
| -------------------------------------------------------- | -------------------------------------------- | ----------------------------------------- | ------------------------------------------------- |
| - Бразилія (діючі чемпіони) - Аргентина - Чилі - Уругвай | - Англія (господарі) - Угорщина - СРСР - ФРН | - Франція - Португалія - Іспанія - Італія | - Болгарія - Північна Корея - Мексика - Швейцарія |

## Міста та стадіони
Матчі чемпіонату світу проходили на восьми аренах. Англія спиралася на існуючу розвинуту футбольну інфраструктуру, спеціально для світової першості жодних робіт з будівництва або масштабної реконструкції спортивних споруд не проводилося. Найновішим зі стадіонів, що прийняли ігри турніру, був Вемблі у північному Лондоні, зведений за 43 роки до його проведення.
Матчі кожної з чотирьох груп групового етапу приймали по дві футбольні арени, обрані за географічним принципом неподалік одна від одної. Так ігри Групи 2 проходили на стадіоні Гіллсборо у Шеффілді та бірмінгемському Вілла Парку; двобої у Групі 3 — на манчестерському Олд Траффорді і ліверпульському Гудісон Парку; а матчі Групи 4 прийняли Ейрсом Парк у Міддлсбро і Рокер Парк у Сандерленді. Винятком мала б стати Група 1, у якій змагалися господарі турніру, — передбачалося, що усі шість ігор у цій групі прийме лондонський Вемблі. Утім, коли з'ясувалося, що один з матчів припадає на п'ятницю, цю гру було перенесено на розташований неподалік стадіон Вайт Сіті, збудований ще для Олімпіади 1908 року, оскільки по п'ятницях Вемблі приймав традиційні собачі перегони, і власники арени відмовилися їх скасовувати.
Матчі стадії плей-оф приймали чотири стадіони, на кожному з яких пройшло по одній чвертьфінальній грі. Півфінальні ігри прийняли Гудісон Парк у Ліверпулі та лондонський Вемблі. Останній став також місцем проведення гри за третє місце і фіналу, прийнявши таким чином загалом дев'ять матчів світової першості.
| Лондон            | Вемблі Вайт Сіті                                                 | Лондон            |
| ----------------- | ---------------------------------------------------------------- | ----------------- |
| Вемблі            | Вемблі Вайт Сіті                                                 | Вайт Сіті         |
| Місткість: 98 600 | Вемблі Вайт Сіті                                                 | Місткість: 76 567 |
|                   | Вемблі Вайт Сіті                                                 |                   |
| Манчестер         | Вемблі Вайт Сіті                                                 | Бірмінгем         |
| Олд Траффорд      | Вемблі Вайт Сіті                                                 | Вілла Парк        |
| Місткість: 58 000 | Лондон Манчестер Ліверпуль Сандерленд Мідлсбро Бірмінгем Шеффілд | Місткість: 52 000 |
|                   | Лондон Манчестер Ліверпуль Сандерленд Мідлсбро Бірмінгем Шеффілд |                   |
| Ліверпуль         | Лондон Манчестер Ліверпуль Сандерленд Мідлсбро Бірмінгем Шеффілд | Шеффілд           |
| Гудісон Парк      | Лондон Манчестер Ліверпуль Сандерленд Мідлсбро Бірмінгем Шеффілд | Гіллсборо         |
| Місткість: 50 151 | Лондон Манчестер Ліверпуль Сандерленд Мідлсбро Бірмінгем Шеффілд | Місткість: 42 730 |
|                   | Лондон Манчестер Ліверпуль Сандерленд Мідлсбро Бірмінгем Шеффілд |                   |
| Сандерленд        | Лондон Манчестер Ліверпуль Сандерленд Мідлсбро Бірмінгем Шеффілд | Мідлсбро          |
| Рокер Парк        | Лондон Манчестер Ліверпуль Сандерленд Мідлсбро Бірмінгем Шеффілд | Ейрсом Парк       |
| Місткість: 40 310 | Лондон Манчестер Ліверпуль Сандерленд Мідлсбро Бірмінгем Шеффілд | Місткість: 40 000 |
|                   | Лондон Манчестер Ліверпуль Сандерленд Мідлсбро Бірмінгем Шеффілд |                   |

## Огляд
Чемпіонат світу 1966 року продемонстрував продовження тенденції по дедалі прагматичнішого футболу з порівняно невисокою кількістю небезпечних моментів. Турнір повторив антирекорд попередньої світової першості з кількості голів (89 м'ячів у 32 іграх), при цьому значна їх частина була забита в іграх, де один із суперників суттєво переважав іншого в класі. У більшості ж матчів приблизно рівних за силою команд учасники робили акцент на захисті власних воріт, розраховуючи на помилку суперника.

## Груповий етап
Вже на груповому етапі боротьбу на змаганні припинили декілька команд, які входили до кола його фаворитів. У Групі 2 до стадій плей-оф не змогла пробитися збірна Іспанії, переможець останнього на той час чемпіонату Європи, яка з однаковим рахунком 1:2 поступилася своїм прямим конкурентам за вихід з групи, збірним ФРН та Аргентини. У Групі 3 змагання провалили діючі чемпіони світу бразильці, яким не вдалося перебудувати гру після травми свого лідера Пеле, який був змушений повністю пропустити другу гру в групі проти угорців, а на останній матч проти португальців вийшов у далекій від оптимальної формі і не зміг його дограти. В результаті обидві ці гри завершилися поразками Бразилії з рахунком 1:3. Нарешті найбільш сенсаційними стали результати змагання у Групі 4, де сіяною була збірна Італії. Італійці не пробилися до плей-оф, зазнавши в останніх двох іграх групового турніру мінімальних поразок від збірної СРСР та абсолютного дебютанта світових першостей збірної Північної Кореї, які й продовжили боротьбу на чемпіонаті.

### Група 1
| Поз | Команда | І | В | Н | П | ГЗ | ГП | ГС    | О | Кваліфікація            |
| --- | ------- | - | - | - | - | -- | -- | ----- | - | ----------------------- |
| 1   | Англія  | 3 | 2 | 1 | 0 | 4  | 0  | —     | 5 | Вихід до стадії плей-оф |
| 2   | Уругвай | 3 | 1 | 2 | 0 | 2  | 1  | 2,000 | 4 | Вихід до стадії плей-оф |
| 3   | Мексика | 3 | 0 | 2 | 1 | 1  | 3  | 0,333 | 2 |                         |
| 4   | Франція | 3 | 0 | 1 | 2 | 2  | 5  | 0,400 | 1 |                         |

| 11 липня 1966 19:30 UTC+1 |

| Англія | 0–0      | Уругвай |
| ------ | -------- | ------- |
|        | Протокол |         |

| Вемблі, Лондон Глядачів: 87,148 Арбітр: Іштван Жолт (Угорщина) |

| 13 липня 1966 19:30 UTC+1 |

| Франція   | 1–1      | Мексика   |
| --------- | -------- | --------- |
| Оссер 62' | Протокол | Борха 48' |

| Вемблі, Лондон Глядачів: 69,237 Арбітр: Менахем Ашкеназі (Ізраїль) |

| 15 липня 1966 19:30 UTC+1 |

| Уругвай             | 2–1      | Франція               |
| ------------------- | -------- | --------------------- |
| Роча 26' Кортес 31' | Протокол | Де Бургонь 15' (пен.) |

| Вайт Сіті, Лондон Глядачів: 45,662 Арбітр: Кароль Гальба (Чехословаччина) |

| 16 липня 1966 19:30 UTC+1 |

| Англія                  | 2–0      | Мексика |
| ----------------------- | -------- | ------- |
| Б. Чарлтон 37' Гант 75' | Протокол |         |

| Вемблі, Лондон Глядачів: 92,570 Арбітр: Кончетто Ло Белло (Італія) |

| 19 липня 1966 16:30 UTC+1 |

| Мексика | 0–0      | Уругвай |
| ------- | -------- | ------- |
|         | Протокол |         |

| Вемблі, Лондон Глядачів: 61,112 Арбітр: Бертіль Леев (Швеція) |

| 20 липня 1966 19:30 UTC+1 |

| Англія        | 2–0      | Франція |
| ------------- | -------- | ------- |
| Гант 38', 75' | Протокол |         |

| Вемблі, Лондон Глядачів: 98,270 Арбітр: Артуро Ямасакі (Перу) |

### Група 2
| Поз | Команда   | І | В | Н | П | ГЗ | ГП | ГС    | О | Кваліфікація            |
| --- | --------- | - | - | - | - | -- | -- | ----- | - | ----------------------- |
| 1   | ФРН       | 3 | 2 | 1 | 0 | 7  | 1  | 7,000 | 5 | Вихід до стадії плей-оф |
| 2   | Аргентина | 3 | 2 | 1 | 0 | 4  | 1  | 4,000 | 5 | Вихід до стадії плей-оф |
| 3   | Іспанія   | 3 | 1 | 0 | 2 | 4  | 5  | 0,800 | 2 |                         |
| 4   | Швейцарія | 3 | 0 | 0 | 3 | 1  | 9  | 0,111 | 0 |                         |

- ФРН посіла перший рядок турнірної таблиці завдяки кращому співвідношенню забитих і пропущених голів.

| 12 липня 1966 19:30 UTC+1 |

| ФРН                                                  | 5–0      | Швейцарія |
| ---------------------------------------------------- | -------- | --------- |
| Гельд 16' Галлер 21', 77' (пен.) Бекенбауер 40', 52' | Протокол |           |

| Гіллсборо, Шеффілд Глядачів: 36,127 Арбітр: Г'ю Філліпс (Шотландія) |

| 13 липня 1966 19:30 UTC+1 |

| Аргентина       | 2–1      | Іспанія   |
| --------------- | -------- | --------- |
| Артіме 65', 77' | Протокол | Піррі 71' |

| Вілла Парк, Бірмінгем Глядачів: 42,738 Арбітр: Димитар Руменчев (Болгарія) |

| 15 липня 1966 19:30 UTC+1 |

| Іспанія                | 2–1      | Швейцарія   |
| ---------------------- | -------- | ----------- |
| Санчіс 57' Амансіо 75' | Протокол | Квентен 31' |

| Гіллсборо, Шеффілд Глядачів: 32,028 Арбітр: Тофік Бахрамов (СРСР) |

| 16 липня 1966 15:00 UTC+1 |

| Аргентина | 0–0      | ФРН |
| --------- | -------- | --- |
|           | Протокол |     |

| Вілла Парк, Бірмінгем Глядачів: 46,587 Арбітр: Константин Зечивич (Югославія) |

| 19 липня 1966 19:30 UTC+1 |

| Аргентина            | 2–0      | Швейцарія |
| -------------------- | -------- | --------- |
| Артіме 52' Онега 79' | Протокол |           |

| Гіллсборо, Шеффілд Глядачів: 32,127 Арбітр: Жуакім Кампуш (Португалія) |

| 20 липня 1966 19:30 UTC+1 |

| ФРН                    | 2–1      | Іспанія   |
| ---------------------- | -------- | --------- |
| Еммеріх 39' Зеелер 84' | Протокол | Фусте 23' |

| Вілла Парк, Бірмінгем Глядачів: 42,187 Арбітр: Армандо Маркес (Бразилія) |

### Група 3
| Поз | Команда    | І | В | Н | П | ГЗ | ГП | ГС    | О | Кваліфікація            |
| --- | ---------- | - | - | - | - | -- | -- | ----- | - | ----------------------- |
| 1   | Португалія | 3 | 3 | 0 | 0 | 9  | 2  | 4,500 | 6 | Вихід до стадії плей-оф |
| 2   | Угорщина   | 3 | 2 | 0 | 1 | 7  | 5  | 1,400 | 4 | Вихід до стадії плей-оф |
| 3   | Бразилія   | 3 | 1 | 0 | 2 | 4  | 6  | 0,667 | 2 |                         |
| 4   | Болгарія   | 3 | 0 | 0 | 3 | 1  | 8  | 0,125 | 0 |                         |

| 12 липня 1966 19:30 UTC+1 |

| Бразилія              | 2–0      | Болгарія |
| --------------------- | -------- | -------- |
| Пеле 15' Гаррінча 63' | Протокол |          |

| Гудісон Парк, Ліверпуль Глядачів: 47,308 Арбітр: Курт Ченшер (ФРН) |

| 13 липня 1966 19:30 UTC+1 |

| Португалія                      | 3–1      | Угорщина |
| ------------------------------- | -------- | -------- |
| Жозе Аугушту 1', 67' Торріш 90' | Протокол | Бене 60' |

| Олд Траффорд, Манчестер Глядачів: 29,886 Арбітр: Лео Каллаган (Уельс) |

| 15 липня 1966 19:30 UTC+1 |

| Угорщина                            | 3–1      | Бразилія   |
| ----------------------------------- | -------- | ---------- |
| Бене 2' Фаркаш 64' Месей 73' (пен.) | Протокол | Тостао 14' |

| Гудісон Парк, Ліверпуль Глядачів: 51,387 Арбітр: Кен Дагнолл (Англія) |

| 16 липня 1966 15:00 UTC+1 |

| Португалія                           | 3–0      | Болгарія |
| ------------------------------------ | -------- | -------- |
| Вуцов 7' (аг) Еусебіу 38' Торріш 81' | Протокол |          |

| Олд Траффорд, Манчестер Глядачів: 25,438 Арбітр: Хосе Марія Кодесаль (Уругвай) |

| 19 липня 1966 19:30 UTC+1 |

| Португалія                   | 3–1      | Бразилія  |
| ---------------------------- | -------- | --------- |
| Сімойнш 15' Еусебіу 27', 85' | Протокол | Рілдо 73' |

| Гудісон Парк, Ліверпуль Глядачів: 58,479 Арбітр: Джордж Маккейб (Англія) |

| 20 липня 1966 19:30 UTC+1 |

| Угорщина                            | 3–1      | Болгарія      |
| ----------------------------------- | -------- | ------------- |
| Давидов 43' (аг) Месей 45' Бене 54' | Протокол | Аспарухов 15' |

| Олд Траффорд, Манчестер Глядачів: 24,129 Арбітр: Роберто Гойкоечеа (Аргентина) |

### Група 4
| Поз | Команда        | І | В | Н | П | ГЗ | ГП | ГС    | О | Кваліфікація            |
| --- | -------------- | - | - | - | - | -- | -- | ----- | - | ----------------------- |
| 1   | СРСР           | 3 | 3 | 0 | 0 | 6  | 1  | 6,000 | 6 | Вихід до стадії плей-оф |
| 2   | Північна Корея | 3 | 1 | 1 | 1 | 2  | 4  | 0,500 | 3 | Вихід до стадії плей-оф |
| 3   | Італія         | 3 | 1 | 0 | 2 | 2  | 2  | 1,000 | 2 |                         |
| 4   | Чилі           | 3 | 0 | 1 | 2 | 2  | 5  | 0,400 | 1 |                         |

| 12 липня 1966 19:30 UTC+1 |

| СРСР                               | 3–0      | Північна Корея |
| ---------------------------------- | -------- | -------------- |
| Малофєєв 31', 88' Банішевський 33' | Протокол |                |

| Ейрсом Парк, Мідлсбро Глядачів: 23,006 Арбітр: Хуан Гардеасабаль Гарай (Іспанія) |

| 13 липня 1966 19:30 UTC+1 |

| Італія                 | 2–0      | Чилі |
| ---------------------- | -------- | ---- |
| Маццола 8' Барізон 88' | Протокол |      |

| Рокер Парк, Сандерленд Глядачів: 27,199 Арбітр: Готтфрід Дінст (Швейцарія) |

| 15 липня 1966 19:30 UTC+1 |

| Чилі              | 1–1      | Північна Корея   |
| ----------------- | -------- | ---------------- |
| Маркос 26' (пен.) | Протокол | Пак Син Чжін 88' |

| Ейрсом Парк, Мідлсбро Глядачів: 13,792 Арбітр: Алі Канділь (Об'єднана Арабська Республіка) |

| 16 липня 1966 15:00 UTC+1 |

| СРСР         | 1–0      | Італія |
| ------------ | -------- | ------ |
| Численко 57' | Протокол |        |

| Рокер Парк, Сандерленд Глядачів: 27,793 Арбітр: Рудольф Крайтляйн (ФРН) |

| 19 липня 1966 19:30 UTC+1 |

| Північна Корея | 1–0      | Італія |
| -------------- | -------- | ------ |
| Пак Ду Ік 42'  | Протокол |        |

| Ейрсом Парк, Мідлсбро Глядачів: 17,829 Арбітр: П'єр Швінте (Франція) |

| 20 липня 1966 19:30 UTC+1 |

| СРСР             | 2–1      | Чилі       |
| ---------------- | -------- | ---------- |
| Поркуян 28', 85' | Протокол | Маркос 32' |

| Рокер Парк, Сандерленд Глядачів: 16,027 Арбітр: Джона Адаїр (Північна Ірландія) |

## Плей-оф
До стадії чвертьфіналів вийшли п'ять з десяти європейських команд, дві з чотирьох південноамериканських, а також, що стало найбільшою сенсацієї групового етапу, збірна Північної Кореї.
Обидві чвертьфінальні гри за участю команд з Південної Америка завершилися скандалом. У матчі господарів турніру проти команди Аргентини німецький арбітр прийняв суперечливе рішення вилучити аргентинського гравця за усні погрози, після чого уся аргентинська команда навіть хотіла залишити поле, а після відновлення гри, граючи більшу частини матчу у меншості, все ж мінімально поступилася. У паралельній грі в епіцентрі скандалу вже був рефері з Англії, який вилучив двох гравців збірної Уругваю, що не дозволило їй скласти достатній спротив збірній ФРН, яка врешті-решт виграла з рахунком 4:0. Ці епізоди дозволили представникам Південної Америки звинуватити керівництво ФІФА в упередженому ставленні до збірних з-поза Європи і на наступні роки підвищили градус протистояння в іграх між європейськими і південноамериканськими командами, які зазвичай проходили у дуже жорсткій боротьбі.
Утім найбільш яскравим на стадії чвертьфіналів став матч двох новачків чемпіонатів світу — збірних Португалії і Північної Кореї, в якому остання на 25-ту хвилину гри вже мала перевагу у три м'ячі, утім врешті-решт поступилася з рахунком 3:5. Чотири м'ячі, забиті у цьому матчі Еусебіу, наблизили його до титулу найкращого бомбардира чемпіонату та найяскравішої зірки турніру. В останньому ж чвертьфінальному матчі збірна СРСР здолала угорців, які, пропустивши по голу на початку кожного з таймів, змогли лише скоротити відставання в рахунку і програли 1:2.
За аналогічним сценарієм відбулися й обидва півфінальних матчі — збірні Англії та ФРН у своїх двобоях проти відповідно Португалії і СРСР вигравали з перевагою у два голи і в останні десятихвилинки матчів дозволили своїм суперникам забити лише по одному голу у відповідь.
Матч за третє місце між португальськими і радянськими футболістами став черговою грою, в якій було зафіксовано рахунок 2:1, хоча й відбувався за іншими сценарієм — команди обмінялися голами у першому таймі, а розв'язка настала безпосередньо перед свистком про завершення основного часу, коли гол Торріша приніс «бронзу» світової першості команді з Португалії.
Вирішальний матч першості світу став прикрасою турніру — по його ходу перевагу в рахунку здобула збірна ФРН, згодом господарі чемпіонату англійці спочатку відновили рівновагу, а потім і вийшли уперед, наприкінці ж основного часу гри штурм воріт суперників, влаштований західнонімецькими гравцями, дозволив їм рахунок зрівняти, перевівши фінальну гру в додатковий час. Однак і в цьому матчі не обійшлося без суперечливого моменту, адже англійці вийшли уперед на 11-й хвилині додаткового часу після відскоку м'яча в газон від поперечини, і рішення про те, чи перетнув він повністю лінію воріт приймалося боковим арбітром під тиском англійських футболістів і переповнених трибун Вемблі. Так чи інакше взяття воріт було зараховане, а наприкінці додаткового часу англійці забили учетверте за гру, ставши таким чином переможцями домашнього чемпіонату світу.

### Турнірна піраміда
|  | Чвертьфінали               | Чвертьфінали         |                            |      | Півфінали   | Півфінали   |  |  | Фінал                      | Фінал |
|  |                            |                      |                            |      |             |             |  |  |                            |       |
|  | 23 липня – Лондон (Вемблі) |                      |                            |      |             |             |  |  |                            |       |
|  |                            |                      |                            |      |             |             |  |  |                            |       |
|  | Англія                     | 1                    |                            |      |             |             |  |  |                            |       |
|  | Англія                     | 1                    | 26 липня – Лондон (Вемблі) |      |             |             |  |  |                            |       |
|  | Аргентина                  | 0                    |                            |      |             |             |  |  |                            |       |
|  | Аргентина                  | 0                    | Англія                     | 2    |             |             |  |  |                            |       |
|  | 23 липня – Ліверпуль       |                      | Англія                     | 2    |             |             |  |  |                            |       |
|  |                            | Португалія           | 1                          |      |             |             |  |  |                            |       |
|  | Португалія                 | Португалія           | 1                          | 5    |             |             |  |  |                            |       |
|  | Португалія                 |                      | 30 липня – Лондон (Вемблі) | 5    |             |             |  |  |                            |       |
|  | Північна Корея             | 3                    |                            |      |             |             |  |  |                            |       |
|  | Північна Корея             | 3                    | Англія (aet)               | 4    |             |             |  |  |                            |       |
|  | 23 липня – Шеффілд         |                      | Англія (aet)               | 4    |             |             |  |  |                            |       |
|  |                            | ФРН                  | 2                          |      |             |             |  |  |                            |       |
|  | ФРН                        | ФРН                  | 2                          | 4    |             |             |  |  |                            |       |
|  | ФРН                        | 25 липня – Ліверпуль |                            | 4    |             |             |  |  |                            |       |
|  | Уругвай                    | 0                    |                            |      |             |             |  |  |                            |       |
|  | Уругвай                    | 0                    | ФРН                        | 2    | Третє місце | Третє місце |  |  |                            |       |
|  | 23 липня – Сандерленд      |                      | ФРН                        | 2    | Третє місце | Третє місце |  |  |                            |       |
|  |                            | СРСР                 | 1                          |      |             |             |  |  |                            |       |
|  | СРСР                       | СРСР                 | 1                          | 2    | Португалія  | 2           |  |  |                            |       |
|  | СРСР                       |                      |                            | 2    | Португалія  | 2           |  |  |                            |       |
|  | Угорщина                   | 1                    |                            | СРСР | 1           |             |  |  |                            |       |
|  | Угорщина                   | 1                    |                            |      | 1           |             |  |  |                            |       |
|  |                            |                      |                            |      |             |             |  |  | 28 липня – Лондон (Вемблі) |       |
|  |                            |                      |                            |      |             |             |  |  |                            |       |

### Чвертьфінали
| 23 липня 1966 15:00 UTC+1 |

| Англія    | 1–0      | Аргентина |
| --------- | -------- | --------- |
| Герст 78' | Протокол |           |

| Вемблі, Лондон Глядачів: 90,584 Арбітр: Рудольф Крайтляйн (ФРН) |

| 23 липня 1966 15:00 UTC+1 |

| ФРН                                       | 4–0      | Уругвай |
| ----------------------------------------- | -------- | ------- |
| Галлер 11', 83' Бекенбауер 70' Зеелер 75' | Протокол |         |

| Гіллсборо, Шеффілд Глядачів: 40,007 Арбітр: Джим Фінні (Англія) |

| 23 липня 1966 15:00 UTC+1 |

| СРСР                    | 2–1      | Угорщина |
| ----------------------- | -------- | -------- |
| Численко 5' Поркуян 46' | Протокол | Бене 57' |

| Рокер Парк, Сандерленд Глядачів: 26,844 Арбітр: Хуан Гардеасабаль Гарай (Іспанія) |

| 23 липня 1966 15:00 UTC+1 |

| Португалія                                                | 5–3      | Північна Корея                               |
| --------------------------------------------------------- | -------- | -------------------------------------------- |
| Еусебіу 27', 43' (пен.), 56', 59' (пен.) Жозе Аугушту 80' | Протокол | Пак Син Чжін 1' Лі Дон Ун 22' Ян Син Кук 25' |

| Гудісон Парк, Ліверпуль Глядачів: 40,248 Арбітр: Менахем Ашкеназі (Ізраїль) |

### Півфінали
| 25 липня 1966 19:30 UTC+1 |

| ФРН                       | 2–1      | СРСР        |
| ------------------------- | -------- | ----------- |
| Галлер 43' Бекенбауер 67' | Протокол | Поркуян 88' |

| Гудісон Парк, Ліверпуль Глядачів: 38,273 Арбітр: Кончетто Ло Белло (Італія) |

| 26 липня 1966 19:30 UTC+1 |

| Англія              | 2–1      | Португалія         |
| ------------------- | -------- | ------------------ |
| Б. Чарлтон 30', 80' | Протокол | Еусебіу 82' (пен.) |

| Вемблі, Лондон Глядачів: 94,493 Арбітр: П'єр Швінте (Франція) |

### Матч за третє місце
| 28 липня 1966 19:30 UTC+1 |

| Португалія                    | 2–1      | СРСР         |
| ----------------------------- | -------- | ------------ |
| Еусебіу 12' (пен.) Торріш 89' | Протокол | Малофєєв 43' |

| Вемблі, Лондон Глядачів: 87,696 Арбітр: Кен Дагнолл (Англія) |

### Фінал
| 30 липня 1966 14:30 (UTC+0) |

| Англія                           | 4:2 (дч) | ФРН                  |
| -------------------------------- | -------- | -------------------- |
| Герст 18', 101', 120' Пітерс 78' | Протокол | 12' Галлер 89' Вебер |

| Вемблі, Лондон Глядачів: 96,924 Арбітр: Готфрід Дінст (Швейцарія) |

## Бомбардири
Найкращим бомбардиром турніру став португалець Еусебіу, який записав до свого активу дев'ять голів (чотири з них з пенальті). Загалом було забито 89 голів, авторами яких стали 47 різних гравців, включаючи два автоголи.
9 голів
- Еусебіу

6 голів
- Гельмут Галлер

4 голи
- Джефф Герст
- Ференц Бене
- Валерій Поркуян
- Франц Бекенбауер

3 голи
| - Луїс Артіме - Боббі Чарлтон | - Роджер Гант - Жозе Аугушту | - Жозе Торріш - Едуард Малофєєв |

2 голи
| - Рубен Маркос - Кальман Месей | - Пак Син Чжін - Ігор Численко | - Уве Зеелер |

1 гол
| - Ерміндо Онега - Гаррінча - Пеле - Рілдо - Тостао - Георгі Аспарухов - Мартін Пітерс - Ектор Де Бургонь - Жерар Оссер - Янош Фаркаш | - Паоло Барізон - Сандро Маццола - Енріке Борха - Лі Дон Ун - Пак Ду Ік - Ян Син Кук - Антоніу Сімойнш - Анатолій Банішевський - Амансіо - Жозеп Фусте | - Піррі - Мануель Санчіс - Рене-П'єр Квентен - Хуліо Сесар Кортес - Педро Роча - Лотар Еммеріх - Зігфрід Гельд - Вольфганг Вебер |

1 автогол
- Іван Давидов (у грі проти Угорщини)
- Іван Вуцов (у грі проти Португалії)

## Символічна збірна турніру
| Воротар      | Захисники                                       | Півзахисники                                | Нападники                          |
| ------------ | ----------------------------------------------- | ------------------------------------------- | ---------------------------------- |
| Гордон Бенкс | Джордж Коен Боббі Мур Вісенті Сільвіо Марсоліні | Франц Бекенбауер Маріу Колуна Боббі Чарлтон | Флоріан Альберт Уве Зеелер Еусебіу |
| Джерело:     |                                                 |                                             |                                    |